# Saint-Cyr-les-Champagnes
Saint-Cyr-les-Champagnes è un comune francese di 285 abitanti situato nel dipartimento della Dordogna nella regione della Nuova Aquitania.

## Società

### Evoluzione demografica
Abitanti censiti